# Кокорештій-Грінд
Кокорештій-Грінд (рум. Cocorăștii Grind) — село у повіті Прахова в Румунії. Входить до складу комуни Кокорештій-Колц.
Село розташоване на відстані 48 км на північ від Бухареста, 15 км на південний захід від Плоєшті, 92 км на південь від Брашова.

## Населення
За даними перепису населення 2002 року у селі проживали 795 осіб. Усі жителі села рідною мовою назвали румунську.
Національний склад населення села:
| Національність | Кількість осіб | Відсоток |
| -------------- | -------------- | -------- |
| румуни         | 786            | 98,9%    |
| цигани         | 9              | 1,1%     |